# Hilarempis subdita
Hilarempis subdita är en tvåvingeart som beskrevs av Collin 1928. Hilarempis subdita ingår i släktet Hilarempis och familjen dansflugor. Inga underarter finns listade i Catalogue of Life.